# Jewhen Mirosznyczenko
Jewhen Mirosznyczenko, ukr. Євген Мірошниченко (ur. 28 grudnia 1978 w Doniecku) – ukraiński szachista, arcymistrz od 2002 roku.

## Kariera szachowa
Pierwsze sukcesy na arenie międzynarodowej zaczął odnosić pod koniec lat 90. XX wieku. W 1999 roku podzielił I miejsce w otwartym turnieju w Budapeszcie. W kolejnych latach odniósł szereg indywidualnych sukcesów, zwyciężając lub dzieląc I miejsca m.in. w:
- Krakowie (2000/01, turniej Cracovia)
- Ałuszcie (2002, wspólnie z Siergiejem Kariakinem)
- Świdnicy (2002, wspólnie z Serhijem Fiedorczukiem)
- Koszalinie (2002, wspólnie z Wołodymyrem Małaniukiem)
- Policach (2002, wspólnie ze Spartakiem Wysoczinem(inne języki))
- Cappelle-la-Grande (2003, wspólnie m.in. z Ołeksandrem Areszczenką, Eduardasem Rozentalisem i Władimirem Burmakinem)
- Odessie (2003)
- Nojabrsku (2003, wspólnie z Aleksandrem Potapowem i Jurijem Jakowiczem)
- Symferopolu (2003, mistrzostwa Ukrainy – złoty medal)
- Tancie (2003)
- Stambule (2005, wspólnie z Aleksandrem Karpaczowem, Wugarem Gaszimowem, Konstantinem Szanawą, Lewanem Panculają, Dawidem Arutinianem, Żiwką Bratanowem i Micheilem Kekelidze)
- Bad Zwesten (2005, wspólnie z Wadimem Małachatko, Klausem Bischoffem, Wiktorem Iwanowem i Stanisławem Sawczenką),
- Mińsku (2006, wspólnie z Aleksiejem Fiodorowem i Igorem Kurnosowem)
- Izmirze (2006)
- Brugii (2006)
- Cappelle-la-Grande (2007, wspólnie z Jurijem Drozdowskim, Wang Yue, Wugarem Gaszimowem, Wasilijem Jemielinem i Davidem Arutinianem)
- Antwerpii (2007)
- Bukareszcie (2008, wspólnie z Aleksiejem Fiodorowem i Dmitrijem Kononienko(inne języki))
- Połtawie (2008, mistrzostwa Ukrainy – złoty medal)[1].
- Bombaju (2009, wspólnie z Humpy Koneru, Ołeksandrem Areszczenką oraz Mageshem Panchanathanem(inne języki)).

W roku 2004 osiągnął duży sukces, zajmując V miejsce w mistrzostwach Europy, rozegranych w Antalyi.
Najwyższy wynik rankingowy w dotychczasowej karierze osiągnął 1 lipca 2009; mając 2696 punktów, zajmował wówczas 37. miejsce na światowej liście FIDE.